# Pendik
Pendik este un municipiu și district al Provinciei Istanbul, Regiunea Marmara, Republica Turcia. Ocupă o arie de 190 km2 și are o populație de 750,435 de locuitori (în 2022). Se află în regiunea istorică Bitinia din partea asiatică a Turciei, fiind înconjurat de districtele Kartal și Sultanbeyli la vest, Sancaktepe și Çekmeköy la nord-vest, Șile la nord, Tuzla și Gebze la est.